# Moshe Shmuel Shapiro
Pour les articles homonymes, voir Shapiro.
Moshe Shmuel Shapiro, né le 6 août 1917 à Minsk en Biélorussie et mort le 23 avril 2006 en Israël, est un  rabbin israélien, Rosh Yeshiva, originaire de Biélorussie, dont l'influence est importante.

## Biographie
Moshe Shmuel Shapiro est né le 6 août 1917 à Minsk en Biélorussie.
Son grand-père est rabbin, Refael Shapiro dans la yechiva de Volojine à Valojyn en Biélorussie. 
Son père est le rabbin Aryeh Leib Shapiro, Dayan à Bialystok aujourd'hui en Pologne. Sa mère est la fille du rabbin Rabbi Yom Tov Lipman Heilpern de Białystok. Aryeh Leib Shapiro est né en 1879 à Bialystok et est mort le 14 avril 1961.

### Études
Il étudie dans une yechiva à Baranavitchy et en 1936 il travaille dans la 'Mir yeshiva' de Biélorussie.

### Israël
En 1937, il s'installe en Palestine mandataire dans une yechiva à Petah Tikva. Il se marie en 1946. En 1948, il rédige la troisième version de la Déclaration d'indépendance de l'État d'Israël avec David Ben Gourion.

## Musique
La musique (le Niggun) occupe une place importante dans sa vie.